# Malcolm Turnbull
Malcolm Bligh Turnbull (Sydney, 24 de outubro de 1954) é um político australiano que serviu como primeiro-ministro do seu país de 2015 a 2018. É membro da Câmara dos Representantes da Austrália desde 2004 e foi líder da oposição de 16 de setembro de 2008 a 1 de dezembro de 2009 e do Partido Liberal da Austrália de 14 de setembro de 2015 a 24 de agosto de 2018. Entre 2013 e 2015, serviu também como Ministro das Comunicações durante o governo de Tony Abbott.
Em 14 de setembro de 2015, ele venceu Abbott na disputa pela liderança do Partido Liberal e tomou o seu lugar como primeiro-ministro no dia seguinte. Em agosto de 2018, após um desafio a sua liderança pelo parlamentar Peter Dutton, seu governo entrou em colapso e ele renunciou, sendo substituído pelo tesoureiro Scott Morrison na liderança do país.
Malcolm Turnbull é um defensor da República e foi um dos promotores de um referendo em 1999, que acabou não passando. Sua administração como primeiro-ministro foi marcada pela crise de refugiados resultada da Guerra Civil Síria, avanços econômicos, legalização do casamento entre pessoas do mesmo sexo e renovação da malha energética nacional para algo mais amigável ao meio ambiente.